# Film i Oceanien
Oceanien film er en kollektiv betegnelse for film udgivelser og filmindustrien i Oceanien.
Det gælder især den store filmindustri i Australien og New Zealand. 
Pr. definition dækker det også filmindustrien i Stillehavsøerne, der omfatter Fiji, som kun har produceret en indfødt film, Pear ta ma 'on maf i 2004, og Tonga.
For film produceret i Fiji, Niue, Papua Ny Guinea, Samoa og Tonga: se Liste over Oceanien film.
| Film | Spire Denne filmartikel er en spire som bør udbygges. Du er velkommen til at hjælpe Wikipedia ved at udvide den. |